# DEL2 2025/26
Die Saison 2025/26 ist die 13. Spielzeit der zweithöchsten deutschen Eishockeyliga unter dem Namen DEL2. Sie beginnt am 19. September 2025 und wird bis spätestens zum 30. April 2026 dauern. 

## Teilnehmer
Die Saison wird mit 14 Mannschaften ausgetragen. Durch den Meistertitel und dem damit verbundenen Aufstieg der Dresdner Eislöwen, ist die Düsseldorfer EG als Absteiger aus der DEL neu mit dabei. Zudem änderte sich das Teilnehmerfeld der DEL2 durch den Abstieg der Selber Wölfe in die Oberliga Süd und den direkten Wiederaufstieg der Bietigheim Steelers aus derselben.
| Verein                  | Ort                  | Stadionname                 | Stadionkapazität |
| ----------------------- | -------------------- | --------------------------- | ---------------- |
| EC Bad Nauheim          | Bad Nauheim          | Colonel-Knight-Stadion      | 4.500            |
| Eispiraten Crimmitschau | Crimmitschau         | Kunsteisstadion im Sahnpark | 5.222            |
| Düsseldorfer EG         | Düsseldorf           | PSD Bank Dome               | 13.205           |
| EHC Freiburg            | Freiburg im Breisgau | Echte Helden Arena          | 3.500            |
| Kassel Huskies          | Kassel               | Nordhessen Arena            | 6.100            |
| ESV Kaufbeuren          | Kaufbeuren           | Energie Schwaben Arena      | 3.100            |
| Krefeld Pinguine        | Krefeld              | Yayla-Arena                 | 8.029            |
| EV Landshut             | Landshut             | VR-Bank Landshut Arena      | 4.448            |
| Ravensburg Towerstars   | Ravensburg           | CHG-Arena                   | 3.418            |
| Eisbären Regensburg     | Regensburg           | Donau-Arena                 | 4.712            |
| Bietigheim Steelers     | Bietigheim-Bissingen | EgeTrans Arena              | 4.517            |
| Starbulls Rosenheim     | Rosenheim            | ROFA-Stadion                | 5.022            |
| Blue Devils Weiden      | Weiden               | Hans-Schröpf-Arena          | 2.560            |
| Lausitzer Füchse        | Weißwasser           | Eisarena Weißwasser         | 3.050            |

## Modus
Die 14 Mannschaften spielen eine Hauptrunde mit doppelter Hin- und Rückrunde. Damit kommt jede Mannschaft auf 52 Spiele. Die Hauptrunde endet am 8. März 2026.
Die ersten zehn Mannschaften der Hauptrunde qualifizieren sich für die Play-offs. Dabei qualifizierten sich die ersten sechs direkt für das Viertelfinale, die nächsten vier Mannschaften spielen in Pre-Play-offs im Modus Best-of-Three die restlichen beiden Viertelfinalisten aus. Die Play-offs werden im Modus Best-of-Seven ausgespielt. Der Meister steigt in die DEL auf, wenn er sich erfolgreich für eine Lizenz der DEL bewirbt. 
Die Mannschaften auf den Plätzen 11 bis 14 spielen in Play-downs einen Absteiger aus.

## Hauptrunde
Die Hauptrunde beginnt am 19. September 2025 und wird mit den Begegnungen des 52. Spieltags am 8. März 2026 abgeschlossen.

### Tabelle
Für einen Sieg nach der regulären Spielzeit wurden einer Mannschaft drei Punkte gutgeschrieben, war die Partie nach 60 Minuten unentschieden, erhielten beide Teams einen Punkt, dem Sieger der fünfminütigen Verlängerung (nur mit drei gegen drei Feldspielern) beziehungsweise nach einem nötigen Penaltyschießen wurde ein weiterer Punkt gutgeschrieben. Verlor eine Mannschaft in der regulären Spielzeit, erhielt sie keine Punkte.
| Pl. | Mannschaft              | Sp | S | OTS | SOS | OTN | SON | N | Tore | Diff | Pkt |
| --- | ----------------------- | -- | - | --- | --- | --- | --- | - | ---- | ---- | --- |
| 1.  | Düsseldorfer EG (A)     | 0  | 0 | 0   | 0   | 0   | 0   | 0 | 0:0  | ±0   | 0   |
| 2.  | EC Kassel Huskies       | 0  | 0 | 0   | 0   | 0   | 0   | 0 | 0:0  | ±0   | 0   |
| 3.  | Krefeld Pinguine        | 0  | 0 | 0   | 0   | 0   | 0   | 0 | 0:0  | ±0   | 0   |
| 4.  | Ravensburg Towerstars   | 0  | 0 | 0   | 0   | 0   | 0   | 0 | 0:0  | ±0   | 0   |
| 5.  | Starbulls Rosenheim     | 0  | 0 | 0   | 0   | 0   | 0   | 0 | 0:0  | ±0   | 0   |
| 6.  | EV Landshut             | 0  | 0 | 0   | 0   | 0   | 0   | 0 | 0:0  | ±0   | 0   |
| 7.  | Blue Devils Weiden      | 0  | 0 | 0   | 0   | 0   | 0   | 0 | 0:0  | ±0   | 0   |
| 8.  | Lausitzer Füchse        | 0  | 0 | 0   | 0   | 0   | 0   | 0 | 0:0  | ±0   | 0   |
| 9.  | EHC Freiburg            | 0  | 0 | 0   | 0   | 0   | 0   | 0 | 0:0  | ±0   | 0   |
| 10. | EC Bad Nauheim          | 0  | 0 | 0   | 0   | 0   | 0   | 0 | 0:0  | ±0   | 0   |
| 11. | ESV Kaufbeuren          | 0  | 0 | 0   | 0   | 0   | 0   | 0 | 0:0  | ±0   | 0   |
| 12. | Eispiraten Crimmitschau | 0  | 0 | 0   | 0   | 0   | 0   | 0 | 0:0  | ±0   | 0   |
| 13. | Eisbären Regensburg     | 0  | 0 | 0   | 0   | 0   | 0   | 0 | 0:0  | ±0   | 0   |
| 14. | Bietigheim Steelers (N) | 0  | 0 | 0   | 0   | 0   | 0   | 0 | 0:0  | ±0   | 0   |

Legende zur Saisonstatistik: GP oder Sp = Spiele insgesamt; W oder S = Siege; L oder N = Niederlagen; T oder U = Unentschieden; OTS = Siege nach Verlängerung (Overtime);  OTN oder OL = Overtime-Niederlagen; SOS = Shootout-Siege; SOL oder SON = Shootout-Niederlagen; P oder Pkt = Punkte; Pct % = Siege in %; GF oder T = Tore; GA oder GT = Gegentore;

Stand: 30. Juni 2025, vor dem 1. Spieltag

Erläuterungen: direkte Play-off-Qualifikation, Pre-Play-off-Teilnehmer, Play-down-Teilnehmer, N = Aufsteiger aus der Oberliga, A = Absteiger aus der DEL, Teams in Fett haben eine Bürgschaft für den Aufstieg in die DEL zur Saison 2026/27 hinterlegt.